# Дахия
Дахия, мн.ч. дахии, е водач на еничарска единица в Белградския пашалък, управлявал независимо от Високата порта в периода 1801 - 1804 г. Дахиите са командващи войнски подразделения в корпуса на ямаците по военната граница на реките Дунав и Сава по това време.
От 1791 до 1798 г., след сключването на Свищовския мир, на еничарите е забранен достъпът до Белградския пашалък. През 1798 г., по време на конфликта с видинския владетел Осман Пазвантоглу, Портата издава ферман, по силата на който на еничарите е разрешено да се завърнат в Белградския пашалък.
След завръщането си еничарите се групират около 4-ма от своите лидери: Аганлия, Кючюк-Алия, Мула Юсуф и Мехмед ага Фочич. Четиримата организират заговор и през 1801 г. убиват белградския везир Хаджи Мустафа паша (наричан още „Бащица на сърбите“). След убийството му дахиите поделят помежду си територията на пашалъка на 4 равни части и налагат властта си насилствено, облагайки допълнително населението чрез въвеждане на налога читлучене.
Дахиите управляват самостоятелно пашалъка по примера и с подкрепата на Осман Пазвантоглу или противно на реформаторските опити от страна на османския султан Селим III. Те прибягват до хитрост, за да обезглавят народното недоволство срещу себе си, организирайки Сеч на князете през 1804 г. Това слага началото на т.нар. първо сръбско въстание, организирано от бившия подофицер Карагеорги Петрович на служба при австрийските Хабсбурги по военната граница.